# 5-ジホスホメバロン酸
5-ジホスホメバロン酸（5-ジホスホメバロンさん、5-Diphosphomevalonic acid、mevalonate-5-pyrophosphate、5-pyrophosphomevalonate）は、真核生物がもつメバロン酸経路の中間体である。古細菌がもつ変形メバロン酸経路ではこの中間体は生成しない。

## 生合成
ジホスホメバロン酸はメバロン酸経路で、5-ホスホメバロン酸からホスホメバロン酸キナーゼから合成され、さらにジホスホメバロン酸デカルボキシラーゼによってイソペンテニル二リン酸に変換される。